# Batalla de las Carretas
La Batalla de las Carretas fue uno de los enfrentamientos militares de la Revolución liberal del Ecuador o Revolución liberal alfarista, ocurrida en Ecuador, igualmente conocida como la Batalla de la Carreta, de las Pampas de Puerto Pilo o de Machala, sostenida entre las fuerzas del gobierno interino de Vicente Lucio Salazar y las fuerzas revolucionarias liberales alfaristas bajo el mando del militar orense Manuel Serrano Renda.
Esta acción bélica ocurrida el 9 de mayo de 1895, en la zona de las Pampas de Pilo, posibilitó el que más adelante se produjera el definitivo triunfo de la causa liberal, en Guayaquil el 5 de junio de 1895, que llevó a su líder, el general Eloy Alfaro, a la primera magistratura del Ecuador.

## Antecedentes
Ante la protesta nacional por el episodio denominado la «venta de la bandera», el hasta entonces Coronel Manuel Serrano Renda, con apoyo de las fuerzas rebeldes revolucionarias que él formó y financió con su propio peculio, se sublevó en El Guabo, provincia de El Oro, el 2 de mayo de 1895, apoderándose de Cantón Pasaje y de Santa Rosa, faltándole la ciudad de Machala, en la que permanecían acantonadas las fuerzas gobiernistas, para consolidar su posición.
En aquellas circunstancias, los revolucionarios liberales tuvieron noticias de que, el gobierno había enviado refuerzos dotados de armas de artillería, que habían desembarcado por barco, que de llegar a la ciudad de Machala impedirían tomar esta capital orense. Ante esta situación el caudillo Serrano, de inmediato, ordenó a sus hombres que pasen de El Guabo a Santa Rosa y de allí a Machala.

## Desarrollo de la Batalla
Para el 8 de mayo se produjeron, entre las fuerzas confrontadas, solamente ligeros roces, pero al siguiente día el combate, entre ellas, fue frontal.
Una semana más tarde -el 9 de mayo de 1895- se libró la gran batalla en las pampas de Puerto Pilo, cerca de Machala, la misma que se inició cuando cumpliendo órdenes del Crnal. Manuel Serrano, varios comprometidos con la causa liberal atacaron y capturaron una carreta gobiernista que transportaba un cañón y una ametralladora.

A pesar de haber sido sorprendidas, las tropas conservadoras que representaban al gobierno encargado del Dr. Vicente Lucio Salazar dieron dura batalla a los liberales, hasta que finalmente, pasado el medio día, fueron vencidas por las fuerzas del Crnel. Manuel Serrano, quien entró victorioso en la ciudad de Machala, que desde ese día pasó a ser baluarte importantísimo del liberalismo nacional.

## Personas destacadas
El 9 de mayo de 1895, personajes vinculados y comprometidos con la causa revolucionaria alfarista como el Dr. Juan Borja Mata, Federico Irigoyen, Elías Puyano y otros, capitanearon el asalto y la aprehensión de la carreta, en que las fuerzas leales al gobernante interino Vicente Lucio Salazar, encargado del poder por la renuncia del presidente Luis Cordero Crespo, trasladaban un cañón Krupp, una ametralladora Manlincher, varios fusiles Winchester y más pertrechos para favorecer a las tropas gobiernistas apostadas en la ciudad de Machala, capaces de ocasionar grave daño a los sublevados.
Tras duros combates que duraron hasta después del mediodía, finalmente se produjo la capitulación por parte del gobernador Pompeyo Baquero ante los representantes del Gral. Serrano.
Al siguiente día, de dicha capitulación, se siguieron produciendo esporádicas escaramuzas, pero el predominio de las fuerzas revolucionarias liberales alfaristas se mantuvo con la columna Alajuela, el escuadrón Libertadores y los batallones Machala y Alfaro Nº 2.
La obtención de este triunfo liberal en Machala, significó la afirmación de la jefatura suprema del Gral. Eloy Alfaro Delgado, viabilizando que, además, se enviaran misiones al Perú para traer de regreso a los desterrados que aún permanecían en dicha vecina república.
El caudillo Gral. Manuel Serrano Renda, líder de esta gesta bélica, protagonizó también otras campañas decisivas para el liberalismo revolucionario; considerándoselo, por ello, un personaje relevante de la revolución liberal alfarista.